# Chouette (papillon)
Pachypasa otus
Espèce
La Chouette (Pachypasa otus) est une espèce de lépidoptères (papillons) qui appartient à la famille des Lasiocampidae.
- Répartition : sud de l’Europe, Balkans, Asie mineure, Arménie, Irak, Iran.
- Envergure du mâle : de 36 à 45 mm.
- Période de vol : de juin à septembre.
- Habitat : forêts sèches.
- Plantes-hôtes : Cupressus, Juniperus, Quercus pubescens

## Histoire
Vers 552, avant l'importation en Europe du ver à soie, la chouette était utilisée, d'une manière similaire, pour produire de la soie.

## Source
- P.C. Rougeot, P. Viette, Guide des papillons nocturnes d'Europe et d'Afrique du Nord, Delachaux et Niestlé, Lausanne 1978.